# District de Mersebourg
Le district de Mersebourg est l'un des trois districts de la province de Saxe, voisin de celui de Magdebourg et d'Erfurt, créés en 1815. Au cours de son histoire, ses frontières changent plusieurs fois et existe jusqu'à la dissolution de la province de Saxe le 1er juillet 1944. Il est remplacé par la province de Halle-Mersebourg. 

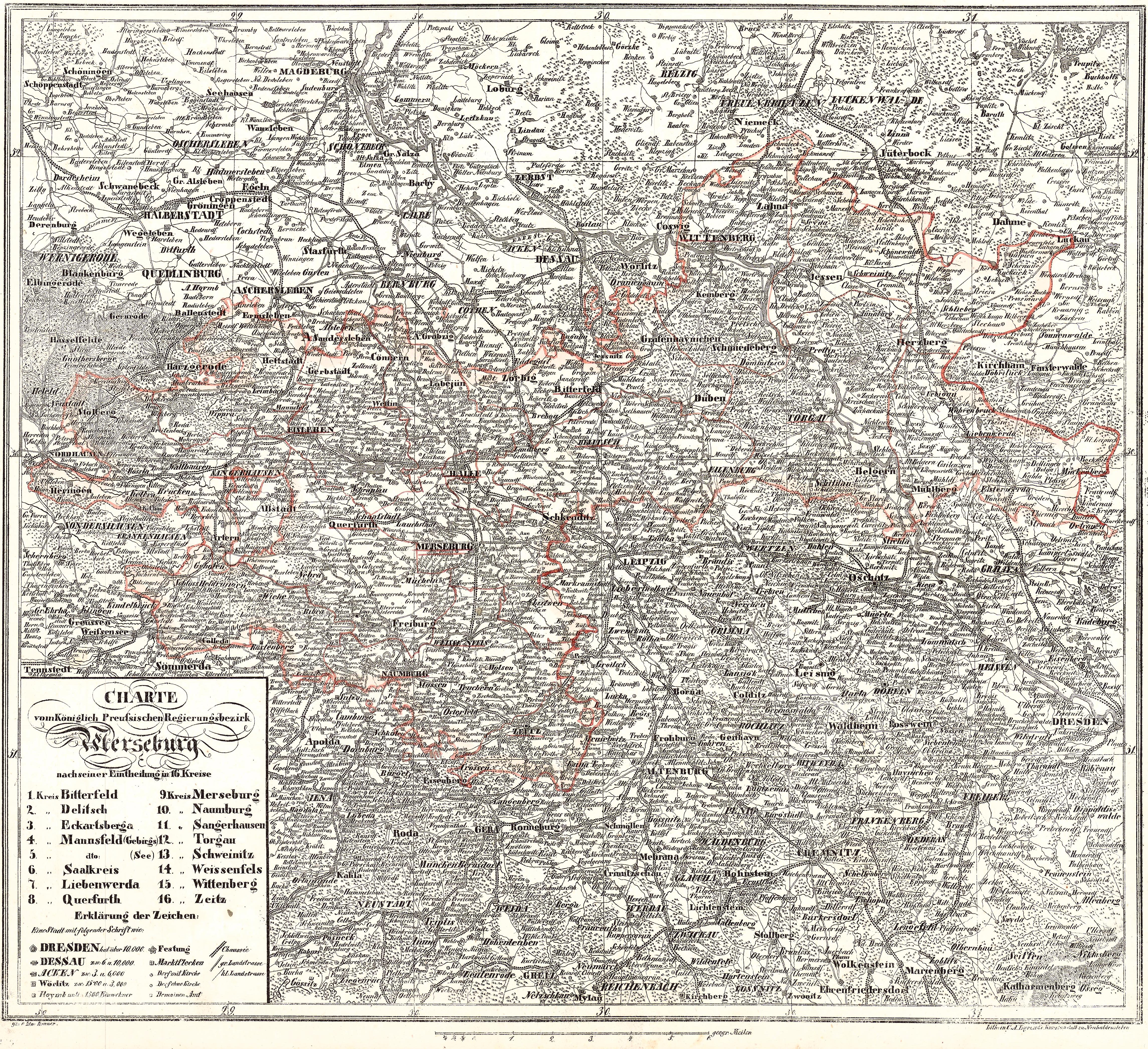
District de Mersebourg en 1831.

## Divisions administratives
Villes : 
- Eisleben (à partir de 1908)
- Halle-sur-Saale
- Mersebourg (à partir de 1921)
- Naumbourg (à partir de 1914)
- Weißenfels (à partir de 1899)
- Wittemberg
- Zeitz (à partir de 1901)

Arrondissements : 
- Arrondissement de Bitterfeld (de)
- Arrondissement de Delitzsch (de)
- Arrondissement d'Eckartsberga
- Arrondissement de Liebenwerda (de)
- Arrondissement de Mansfeld-Montagne
- Arrondissement de Mansfeld-Lac (de)
- Arrondissement de Mersebourg (de)
- Arrondissement de Naumbourg (jusqu'en 1932)
- Arrondissement de Querfurt (de)
- Arrondissement de la Saale (de)
- Arrondissement de Sangerhausen (de)
- Arrondissement de Schweinitz
- Arrondissement de Torgau
- Arrondissement de Weißenfels
- Arrondissement de Wittemberg (de)
- Arrondissement de Zeitz

## Présidents du district
- 1816-1822: Maurice Haubold de Schönberg
- 1822-1825: Hoyer
- 1825-1830: Gustav von Brenn (de)
- 1831-1834: Gustav von Rochow
- 1834-1835: Wilhelm von Bonin
- 1835-1838: August Werner von Meding
- 1838-1841: Adolf Heinrich von Arnim-Boitzenburg
- 1841-1848: Friedrich von Krosigk (de)
- 1848-1850: Hartmann von Witzleben
- 1851-1861: Busso von Wedell
- 1861-1876: Robert Rothe
- 1876-1894: Gustav von Diest
- 1894-1897: Constantin de Stolberg-Wernigerode
- 1898-1909: Eberhard von der Recke
- 1909-1910: Hans von Eisenhart-Rothe (de)
- 1910-1922: Wolf von Gersdorff (de)
- 1922-1924: Karl Bergemann (de)
- 1925-1928: Walther Grützner (de)
- 1929-1932: Ernst von Harnack
- 1932-1943: Robert Sommer (de)
- 1944-1945: Friedrich Uebelhoer